# Brommella yizhouensis
Brommella yizhouensis là một loài nhện trong chi Brommella, họ Dictynidae.
Loài này được Shuqiang Li miêu tả năm 2017. Tính từ định danh loài lấy theo tên huyện Nghi Châu (宜州, Yízhōu), nơi thu thập mẫu vật.

## Phân bố
Loài này được tìm thấy ở cao độ 221 m trong hang Bạch Long (白龙, Bailong), 24°30.322′B 108°39.888′Đ / 24,505367°B 108,6648°Đ thuộc Khu thắng cảnh Hội Tiên Sơn (会仙山景区), huyện Nghi Châu, địa khu Hà Trì, Quảng Tây, Trung Quốc.